# Divagant
Divagant és una peça per a piano sol creada pel compositor Joan Guinjoan Gispert el 1978, per encàrrec de Rafael Orozco i dedicada al mateix músic. Va ser estrenada un any més tard al Palau de la Música Catalana de Barcelona i emès en directe per RNE al programa Miércoles Musicales. La partitura de la peça, publicada 15 anys més tard, va ser elaborada per l'editorial Alpuerto (Madrid) en una col·lecció que porta el títol genèric d'El piano actual en España. La durada de la peça és de 9 minuts. Hi ha enregistraments disponibles, entre d'altres, a càrrec del pianista José Menor.

## Característiques
Aquesta composició es troba a l'equador de la producció guinjoaniana, és la catorzena en el catàleg pianístic del compositor i s'hi plasmen els elements paradigmàtics que situen Joan Guinjoan com a integrant de l'avantguarda musical espanyola. Com a tret principal, Divagant desenvolupa els variats recursos que el piano ofereix al compositor de finals del segle xx, que no deixen de ser els recursos propis de la poètica de Guinjoan, tendents tots ells a ressaltar el caràcter polisèmic de l'instrument.
A més, l'obra s'emmarca dins el concepte "Humanització instrumental", que consisteix a concebre la composició tenint en compte d'una manera determinant les característiques tècniques i artístiques de l'intèrpret per a qui està pensada i de l'instrument. En aquest cas, com hem indicat anteriorment, la peça va ser concebuda per al reconegut concertista espanyol Rafael Orozco.
L'explotació sistemàtica dels aspectes percussius del piano, l'elaboració motívica derivada de petites cèl·lules d'origen intervàl·lic, la condensació i complexificació de motius, la importància de la cèl·lula cromàtica, el contrast dinàmic, l'ús dels registres extrems del piano, l'expansió a tres de la doble pentagramació del piano i la utilització de grafies encunyades pel mateix compositor des de les primeres composicions són els trets més destacats que apareixen en aquesta obra. Tots ells pretenen contribuir a la fi última que busca el compositor: ressaltar el caràcter poli-instrumental del piano contemporani.